# شهرستان ماکساتیخینسکی
شهرستان ماکساتیخینسکی (به لاتین: Maksatikhinsky District) یک شهرستان در روسیه است که در استان تور واقع شده‌است.